# Lista de filmes portugueses de 1973
Lista de filmes portugueses de longa-metragem lançados comercialmente em Portugal em 1973, nas salas de cinema.
Notas: Na secção coprodução, passando o cursor sobre a bandeira aparecerá o nome do país correspondente.
| # | Filme                     | Realização                | Género       | Estreia      | Coprodução |
| - | ------------------------- | ------------------------- | ------------ | ------------ | ---------- |
| 1 | Perdido por Cem...        | António-Pedro Vasconcelos | Drama        | 9 de abril   | —          |
| 2 | La Noche del Terror Ciego | Amando de Ossorio         | Terror       | 23 de abril  | Espanha    |
| 3 | Disco Rojo                | Rafael Romero Marchent    | Drama, crime | 3 de outubro | Espanha    |